# Згорня Бесница (община Любляна)
Вижте пояснителната страница за други значения на Згорня Бесница.
Згорня Бесница (на словенски: Zgornja Besnica) е село в Словения, регион Средна Словения, община Любляна. Според Националната статистическа служба на Република Словения през 2015 г. селото има 128 жители.